# Robert Houben
Robert Joseph J. M. Houben (* 5. Mai 1905 in Sint-Niklaas, Ostflandern, Belgien; † 11. April 1992 in Kortenberg, Flämisch-Brabant, Belgien) war ein belgischer Hochschullehrer sowie Politiker der Christelijke Volkspartij (CVP).

## Biografie
Der Sohn eines Berufssoldaten studierte nach dem Schulbesuch in Sint-Niklaas Rechtswissenschaften an der Katholischen Universität Löwen und nahm nach seiner Promotion zum Doktor der Rechtswissenschaften 1929 eine Tätigkeit als Rechtsanwalt in Antwerpen und Löwen auf und gewann zwischen 1929 und 1931 den Ersten Preis mit Goldmedaille in der Kategorie Bürgerliches Recht in Interuniversitären Wettbewerben.
Im August 1934 trat er in den Staatsdienst und war bis März 1935 Kabinettsekretär der damaligen Minister für Industrie und Arbeit Philip Van Isacker bzw. für Arbeit und soziale Sicherheit Edmond Rubbens. Im Anschluss war er bis 1945 Direktor des juristischen Dienstes des Ministeriums für Arbeit und soziale Vorsorge sowie zwischen 1940 und 1944 auch Kabinettschef des Generalsekretärs für Arbeit. Danach folgte 1945 noch eine kurze Tätigkeit als Stellvertretender Kabinettschef des Minister für Kriegsopfer Henri Pauwels.
1945 begann er eine Tätigkeit beim Zentrum für Politische, Wirtschaftliche und Soziale Studien (CEPESS) der Christelijke Volkspartij (CVP) und war dort zunächst Stellvertretender Direktor, ehe er 1947 Direktor des CEPESS wurde. Als solcher war er zwischen 1947 und 1952 auch Nationaler Sekretär der CVP.
Daneben war er zwischen 1950 und 1970 Außerordentlicher Professor an der Katholieke Universiteit Leuven, an der er 1952 insbesondere Arbeitsrecht unterrichtete.
Neben diesen Funktionen war Houben zwischen November 1952 und 1974 Mitglied des Senats für die Provinz Brabant.
Im Juni 1958 wurde er von Premierminister Gaston Eyskens als Minister für Volksgesundheit und Familie in dessen Kabinett berufen, dem er allerdings nur wenige Monate bis November 1958 angehörte. Als solcher gehörte er 1958 auch zu den Unterhändlern des Schulpaktes zur Beendigung des zweiten Schulstreits.
Im April 1966 wurde Houben als Nachfolger von Paul Vanden Boeynants letzter Vorsitzender der vereinigten CVP-Parti Social Chrétien (PSC). Diese Funktion bekleidete er bis zur Aufsplitterung der Partei in eine niederländischsprachige CVP und eine französischsprachige PSC 1972. Während dieser Zeit war er 1967 auch Vorsitzender der Kommission für Gesundheitsangelegenheiten.
Für seine politische Verdienste wurde ihm am 15. Juli 1969 der Ehrentitel eines Staatsministers verliehen.
1973 wurde er Geschäftsführer des CEPESS und war außerdem seit 1982 Vorsitzender des Robert Houben-Studienzentrums für politische Einstellungen.

## Veröffentlichungen
- Code du Traveil et de l'Industrie, 1936 (Co-Autor Walter Leen).
- Le pacte scolaire et son application, 1960 (Co-Autor F. Ingham).
- Het schoolpact en zijn toepassing, Brüssel, 1962–1964.
- De miskende politiek. Vorwort von Staatsminister A.E. De Schryver, Brüssel, 1963.
- La politique méconnue. Vorwort von Pierre Wigny, Brüssel, 1963.
- De CVP in de branding. Vorwort von P.W. Segers, Brüssel, 1963.
- Le P.S.C. contesté, 1963.
- Souci primordial du PSC, le renouveau des methodes de gestion, in: "Res publica", 1968, S. 41–57.
- Nieuwjaarsboodschap, in: "De stem van het volk", 1970, 1, S. 1.
- La politique en désarroi, 1973.